# Maria Elisa Anson-Roa

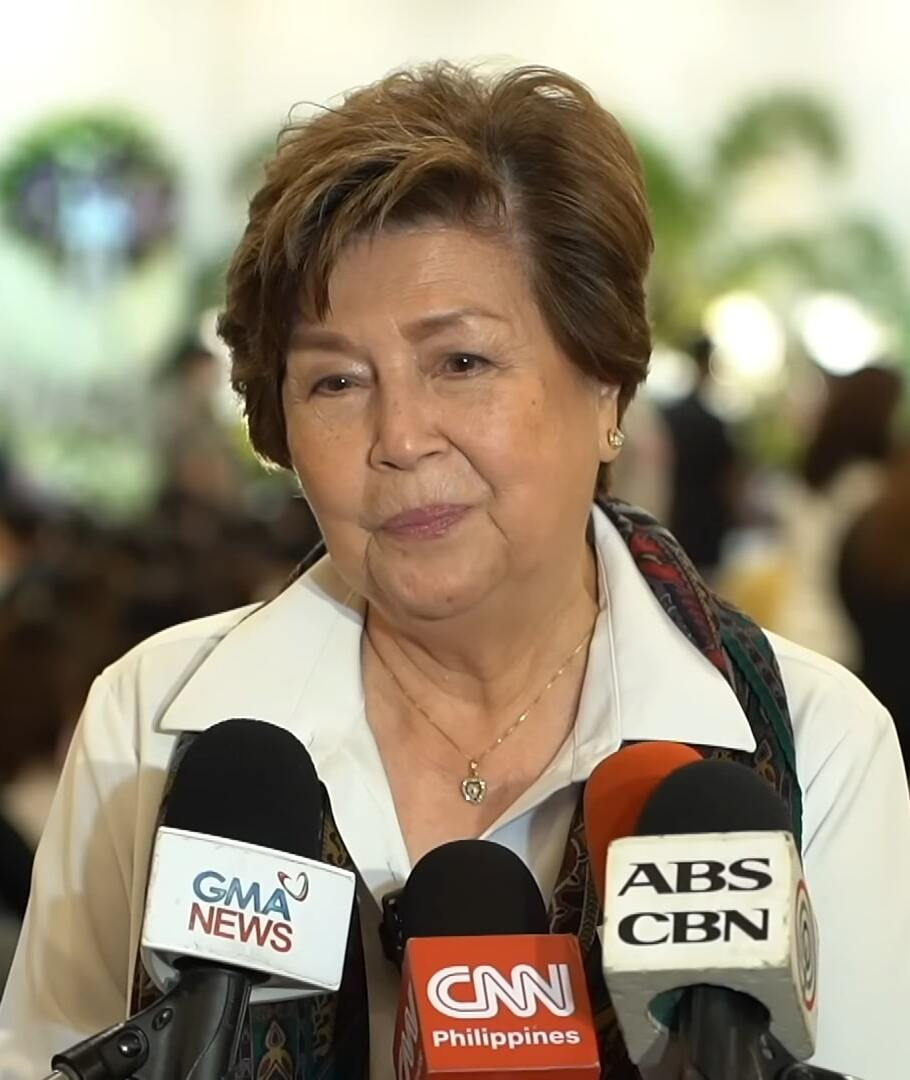
Maria Elisa Anson-Roa

Maria Elisa Anson-Roa (Manilla, 30 januari 1945), ook bekend als Boots Anson-Roa, is een Filipijns actrice en columniste.

## Biografie
Maria Elisa Anson werd geboren op 30 januari 1945 in de Filipijnse hoofdstad Manilla. Haar ouders waren Belen Cristobal en acteur Oscar Anson. Na haar lagere- en middelbareschoolopleiding aan het Assumption Convent, studeerde ze vanaf 1960 toneel aan de University of the Philippines. Anson-Roa begon haar carrière in 1963 als co-host van de televisieshow Dance-O-Rama. Vanaf 1968 begon ze met acteren. Ze speelde rollen in tientallen films met aansprekende tegenspelers als Dante Rivero, Joseph Estrada, Fernando Poe jr. en Ramon Revilla sr. Ze werd van 1969 tot en met 1976 zeven keer jaar op rij genomineerd voor de FAMAS Award voor beste actrice en won de prijs in 1973 voor haar rol in 'Tatay na si Erap' (1972). In 2003 won ze bovendien nog een FAMAS Lifetime Achievement Award.
Anson-Roa schreef ook columns in diverse kranten. Zo is ze sinds 1995 columniste voor de Philippine Daily Inquirer. Sinds 2002 is ze directeur van Movie Workers Welfare Foundation, Inc (MOWELFUND).
Bij de verkiezingen van 2004 deed Anson-Roa namens de Koalisyon ng Nagkakaisang Pilipino (KNP) mee aan de senaatsverkiezingen. Ze slaagde er echter niet in om een van de twaalf beschikbare zetels te veroveren.

## Privéleven
Maria Elisa Anson was van 1964 tot diens dood in 2007 getrouwd met acteur Pete Roa. Samen kregen ze vier kinderen: Leah Cuevas, Joey, Chiqui en Ben. Dochter Chiqui trouwde met politicus Roberto Puno.

## Bron
- Herminia Ancheta en Michaela Beltran-Gonzalez, Filipino women in nation building, Phoenix Publishing House, Inc., Quezon City, 1984

- International Standard Name Identifier: 0000 0000 5392 7118
- Library of Congress Control Number: no2007030855
- MusicBrainz: 06e18156-2b96-457d-9181-17be5da6b3a4
- Virtual International Authority File: 49001454